# ايلين تشانغ
ايلين تشانغ (بالإنجليزية: Eileen Chang) (و. 1920 – 1995 م) هي كاتبة سيناريو، وصحفية، ومترجمة، وكاتِبة، من الولايات المتحدة، ولدت في شانغهاي، توفيت في وست وود، عن عمر يناهز 75 عاماً.

## التعليم
تعلمت في جامعة هونغ كونغ.

## وصلات خارجية
- ايلين تشانغ على موقع IMDb (الإنجليزية)
- ايلين تشانغ على موقع الموسوعة البريطانية (الإنجليزية)
- ايلين تشانغ على موقع ألو سيني (الفرنسية)
- ايلين تشانغ على موقع أول موفي (الإنجليزية)
- ايلين تشانغ على موقع قاعدة بيانات الأفلام السويدية (السويدية)
- ايلين تشانغ على موقع إن إن دي بي (الإنجليزية)
- ايلين تشانغ على موقع قاعدة بيانات الفيلم (الإنجليزية)
- ايلين تشانغ على موقع كينوبويسك (الروسية)